# Château de Clauzuroux
Le château de Clauzuroux (ou château du Clauzurou) est un château français implanté sur la commune de Champagne-et-Fontaine dans le département de la Dordogne, en région Nouvelle-Aquitaine. Il a été bâti aux XVIIe et XVIIIe siècles.
Il est situé en bordure des communes de La Chapelle-Grésignac et Cherval sur le territoire desquelles son parc et plusieurs dépendances sont implantés.
Le château et l'ensemble du domaine font l'objet d'une inscription au titre des monuments historiques.

## Présentation
Au nord-ouest du département de la Dordogne, au nord du Ribéracois, le domaine du château de Clauzuroux se trouve au point de jonction de trois communes, Cherval, La Chapelle-Grésignac et Champagne-et-Fontaine, cette dernière accueillant le château lui-même.
C'est une propriété privée, aménagée en chambre d'hôtes et en gîtes.

## Historique et architecture

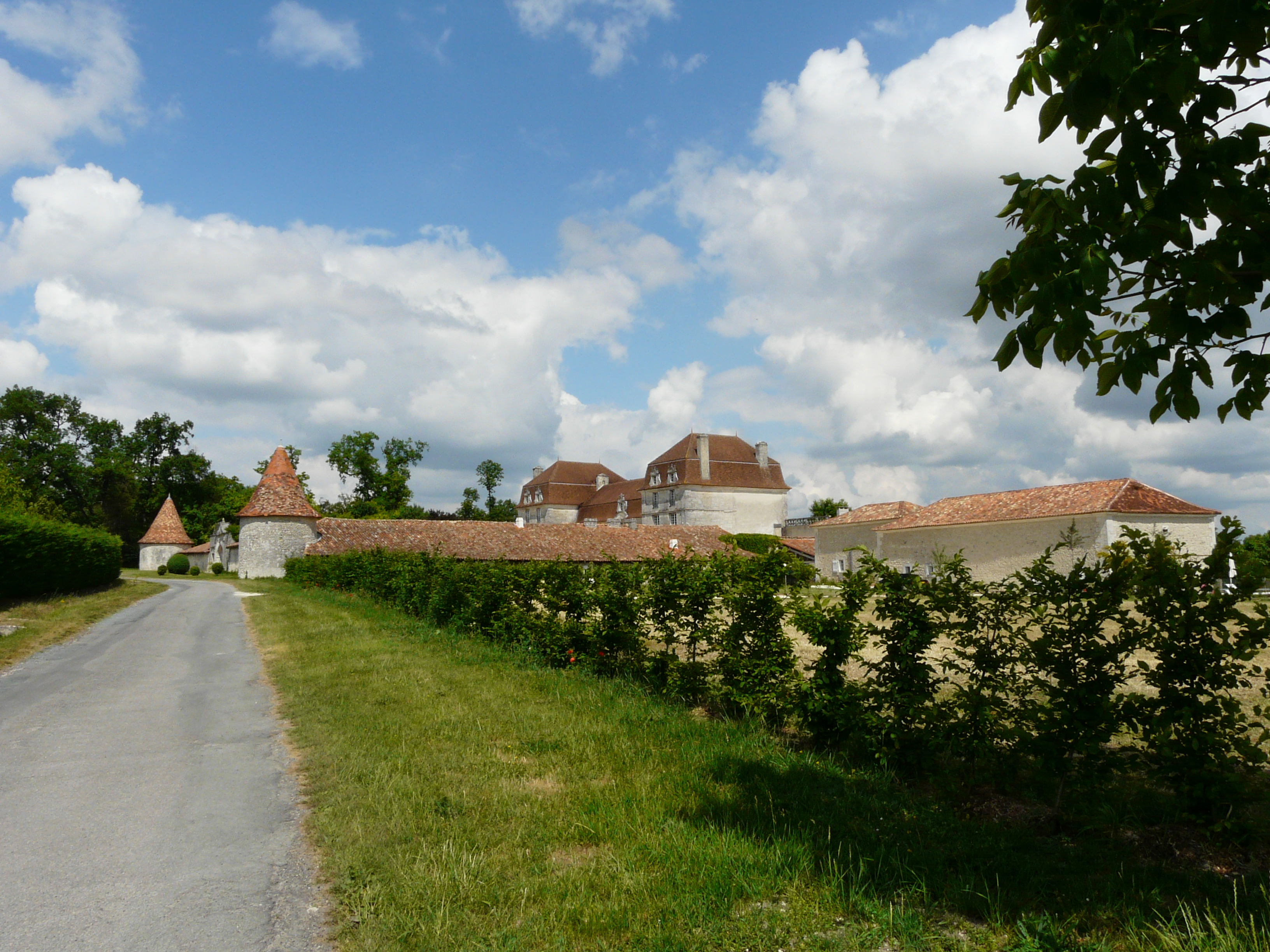
Le château et ses dépendances vus du sud-ouest

Sur l'emplacement probable d'un ancien manoir médiéval, le château de Clauzuroux est attesté au milieu du XVIe siècle comme propriété de la famille de Faucher.
Il se présente sous la forme d'un carré d'environ 50 mètres de côté, au centre duquel se trouve une cour intérieure.
Côté nord-ouest, les deux tours rondes, au nord et à l'ouest, datent du XVIIe siècle et le fronton du portail porte la date de 1701. Côté sud-est, le logis, dont la façade sur cour est plus récente que celle sur jardin, comporte un rez-de-chaussée surmonté d'un étage. Il est encadré par deux pavillons, d'un étage plus hauts. Le logis comme les pavillons sont coiffés de toits mansardés desquels ressortent des lucarnes.
Les autres côtés du carré sont occupés par des dépendances sur un seul niveau. Dans la cour se trouve un puits couvert.
Côté sud-est, une terrasse mène à un bief, autrefois alimenté par les eaux de la Pude et aujourd'hui asséché, qui faisait tourner le moulin à eau du domaine. Une centaine de mètres en amont, le bief présente une particularité architecturale : un escalier d'eau. De l'autre côté du bief s'étend un jardin à la française, accessible par un pont. Au-delà de ce jardin s'écoule la Pude.
Une centaine de mètres à l'ouest du château, un pigeonnier s'élève en bord de route.

## Protection
Le château de Clauzuroux est  inscrit au titre des monuments historiques par arrêté du 16 décembre 1947.
Le reste du domaine comprenant le parc, le jardin, le jardin à la française, le pigeonnier, la « maison du régisseur », une grange, le moulin à eau, le bief d'alimentation du moulin, un escalier d'eau, est inscrit par arrêté du 17 décembre 2002.

## Galerie de photos

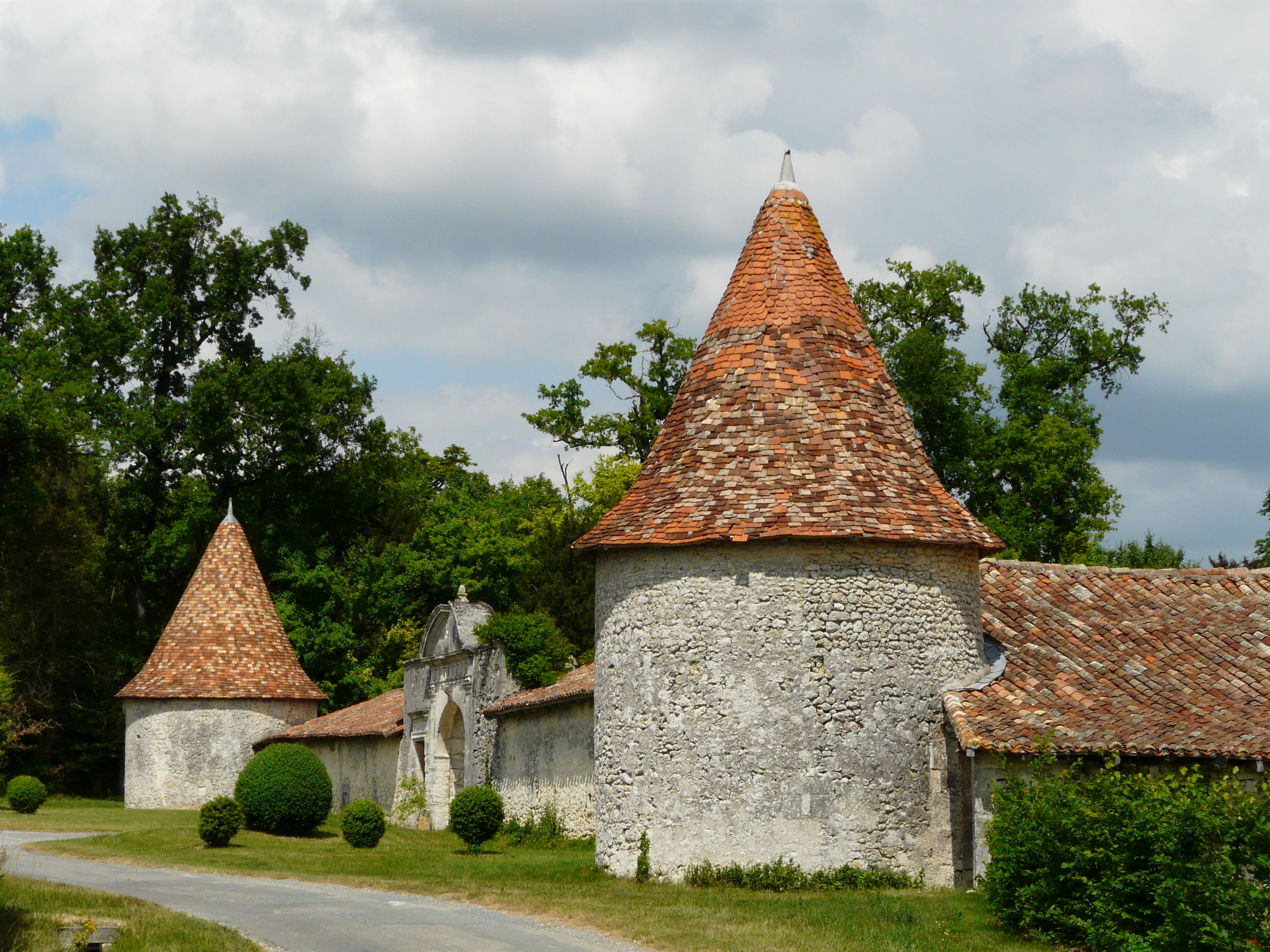
Les deux tours rondes du côté nord-ouest
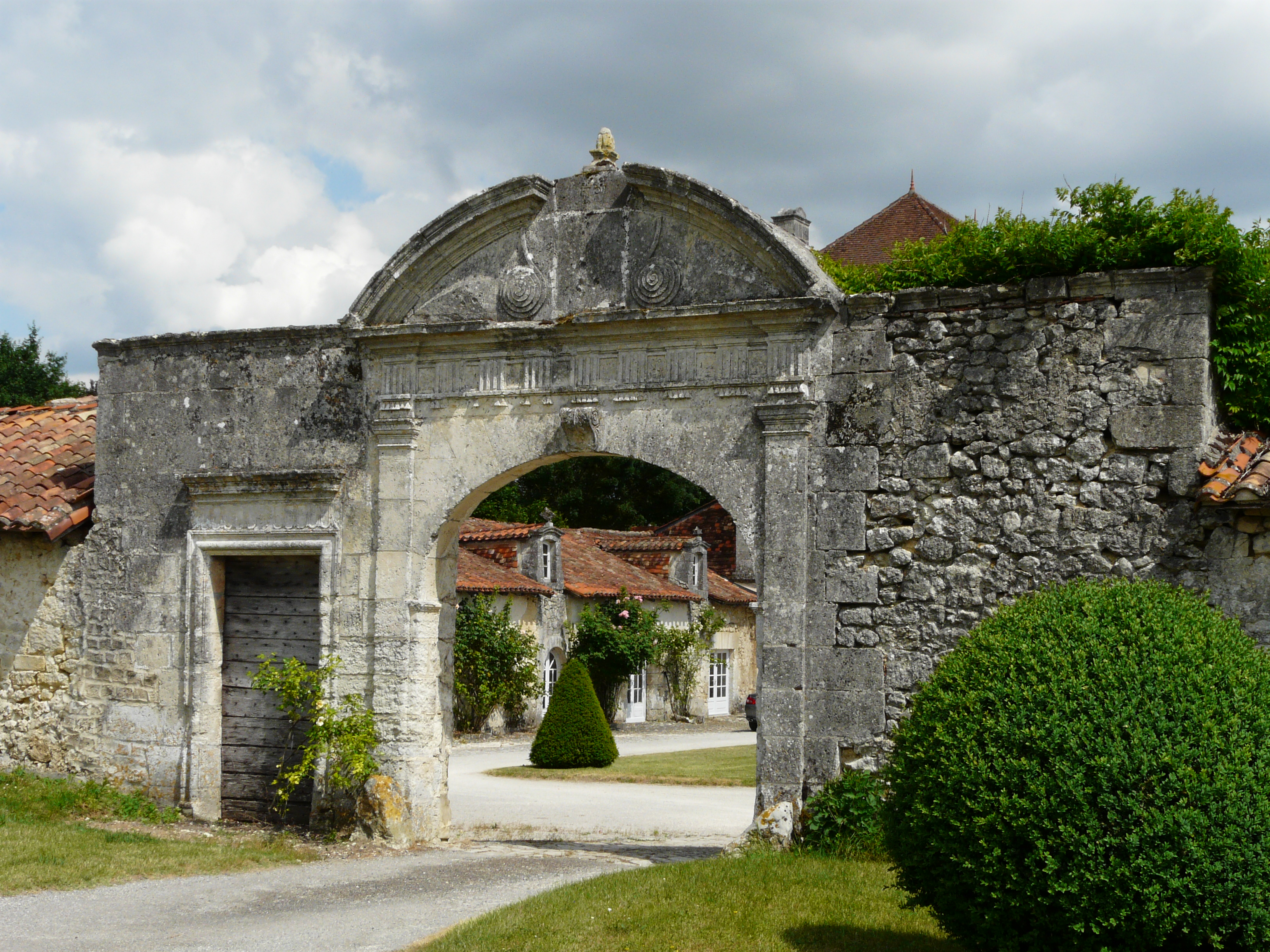
Le portail d'entrée
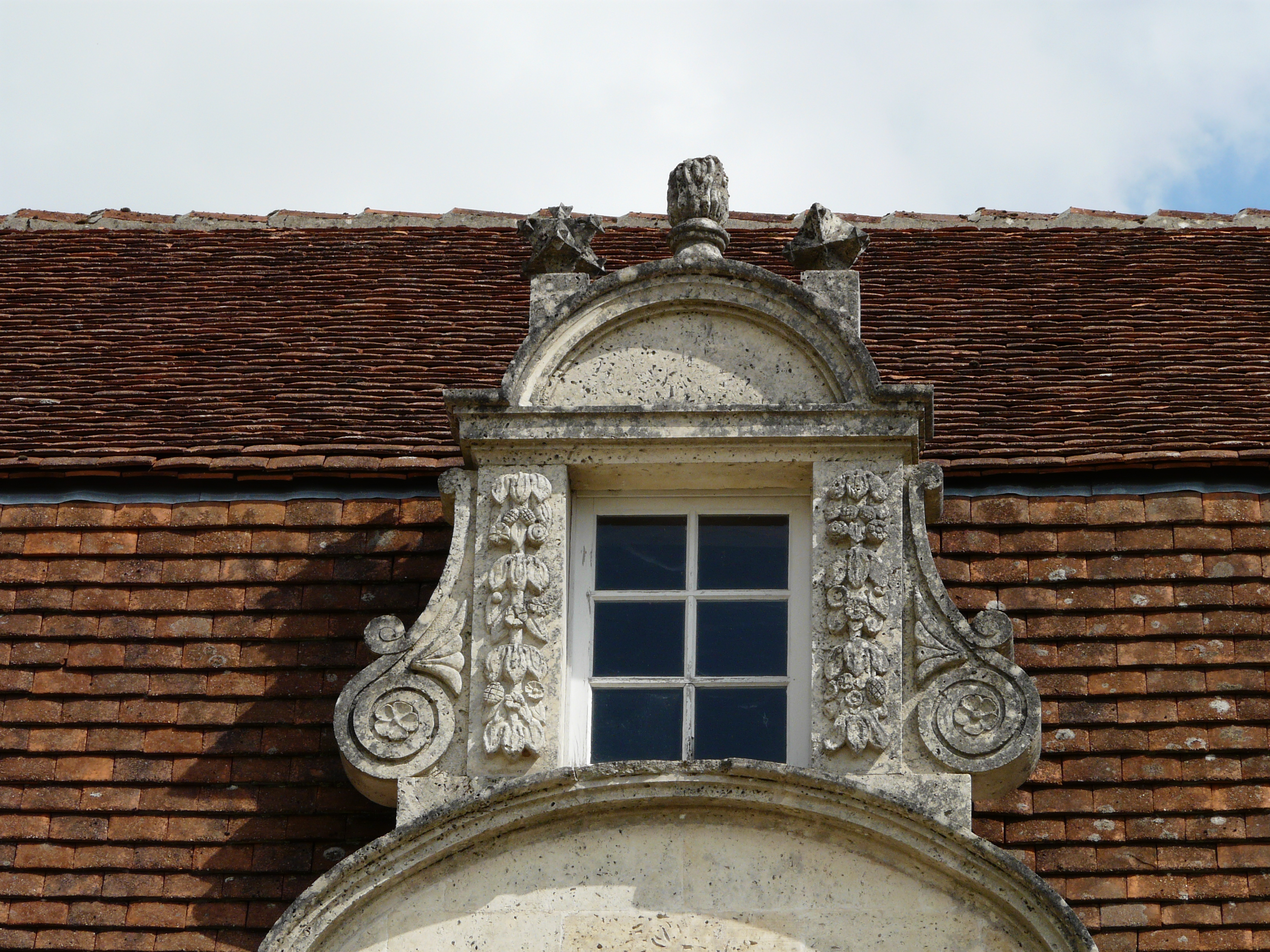
La lucarne centrale du logis
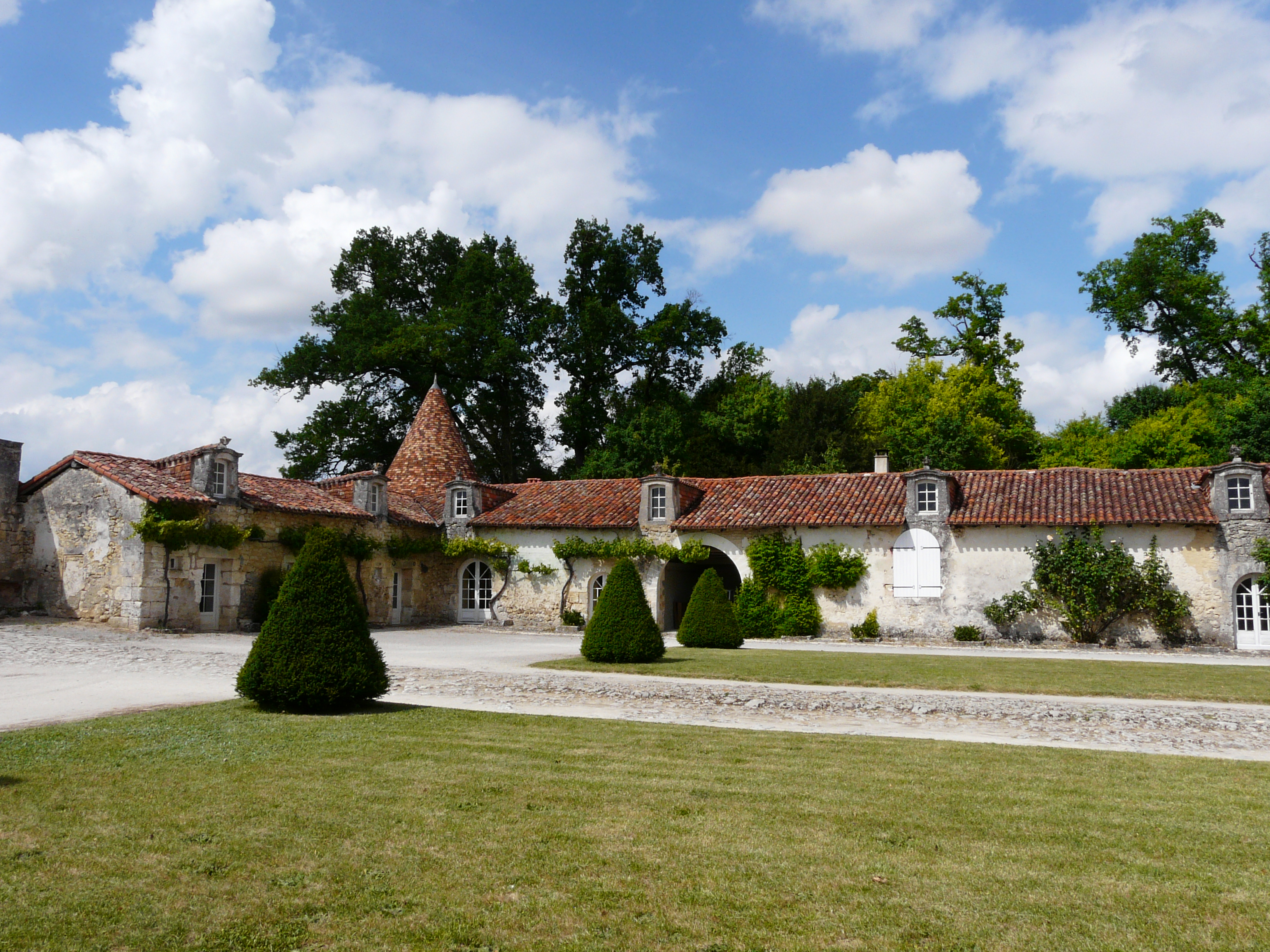
Les dépendances, côté nord-est
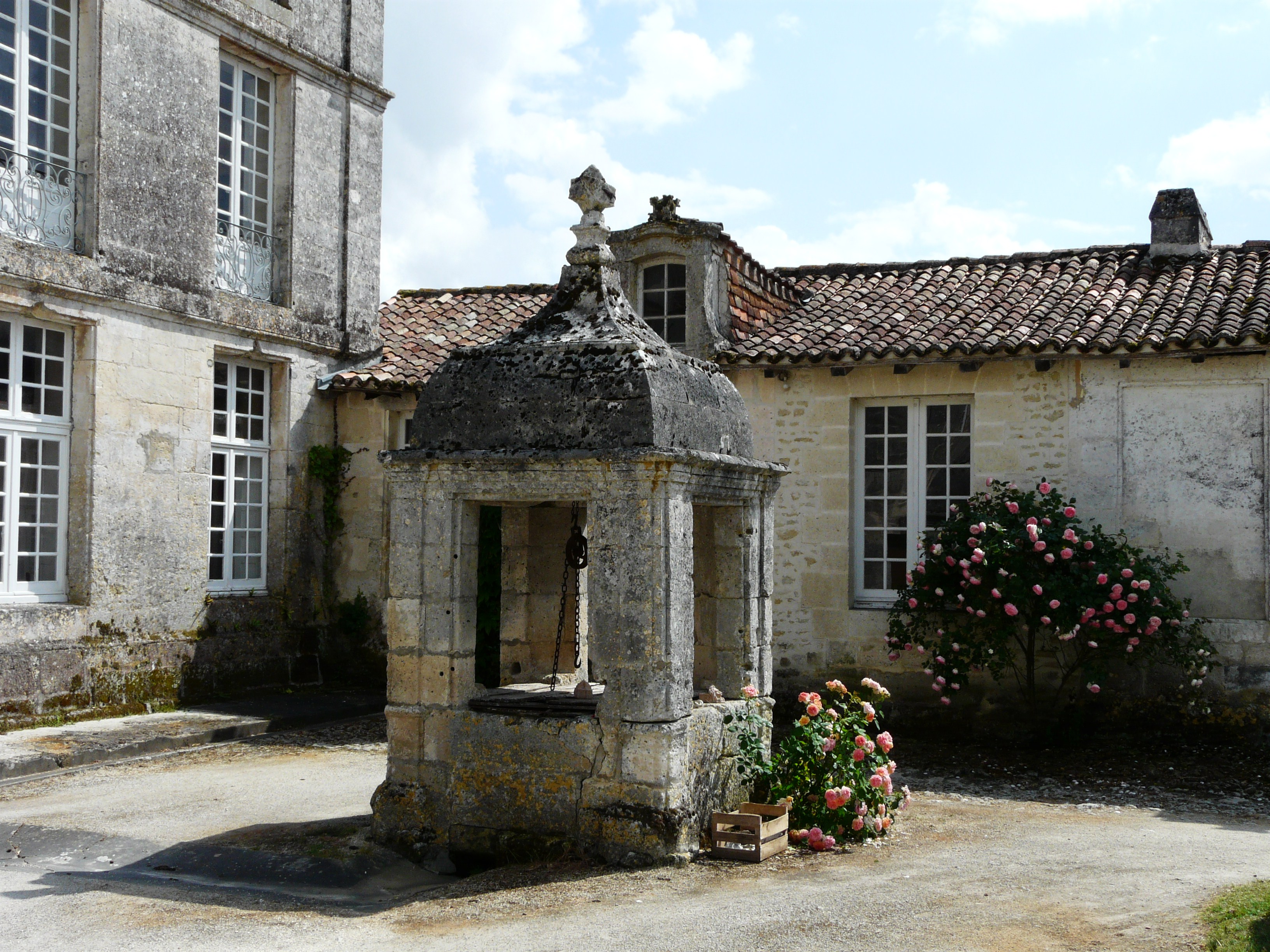
Le puits couvert
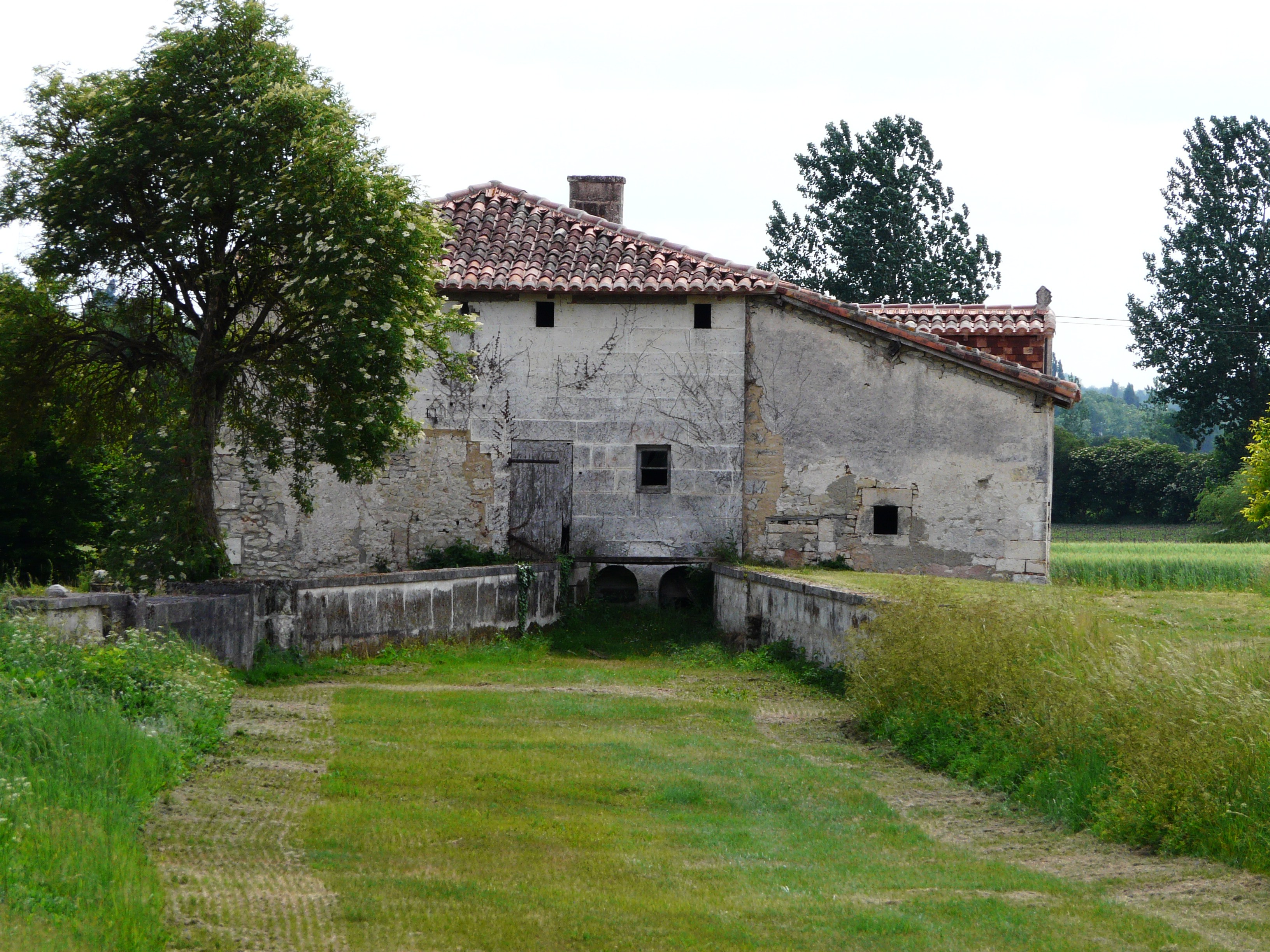
Le moulin et le bief asséché
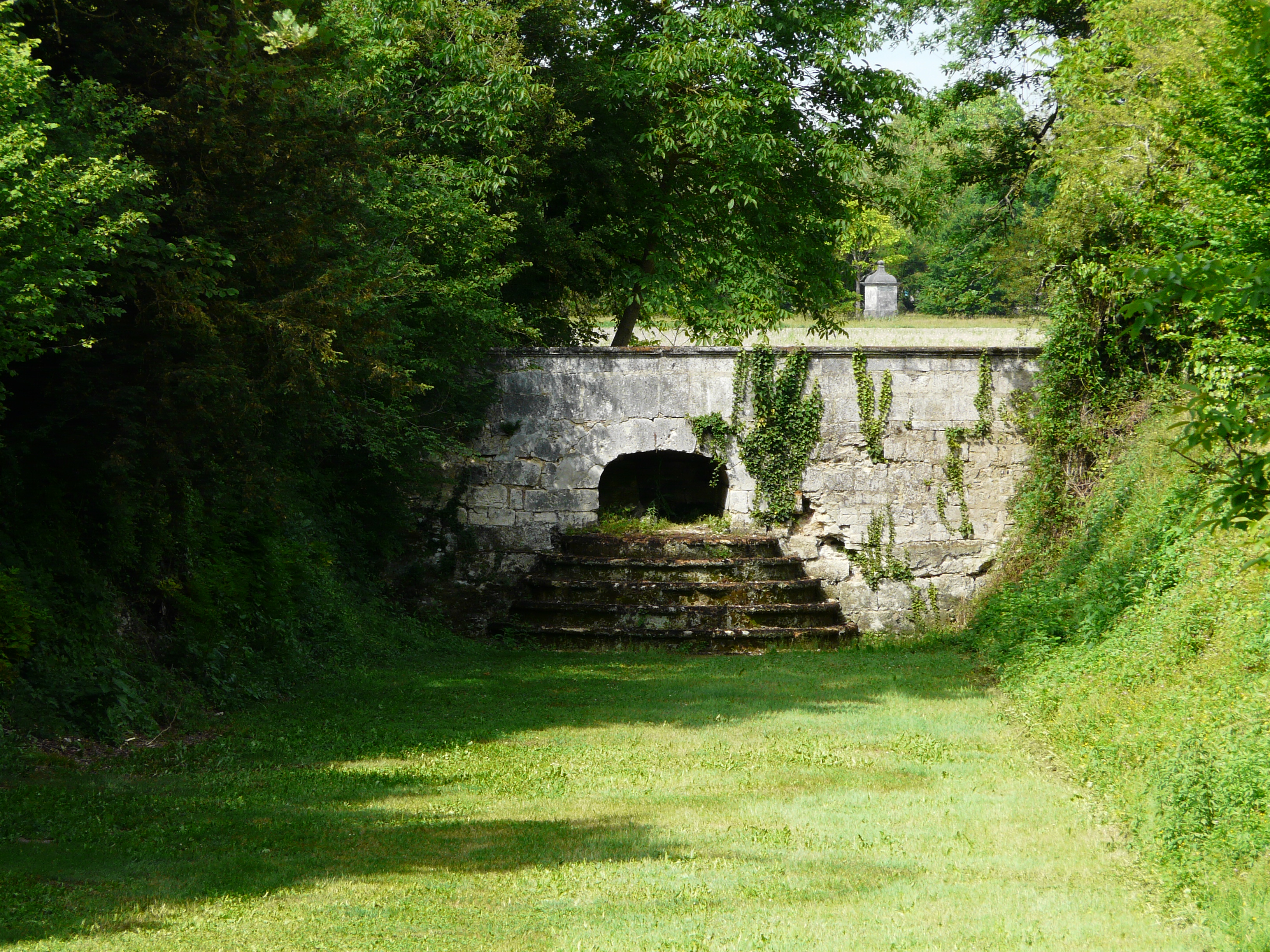
L'escalier d'eau
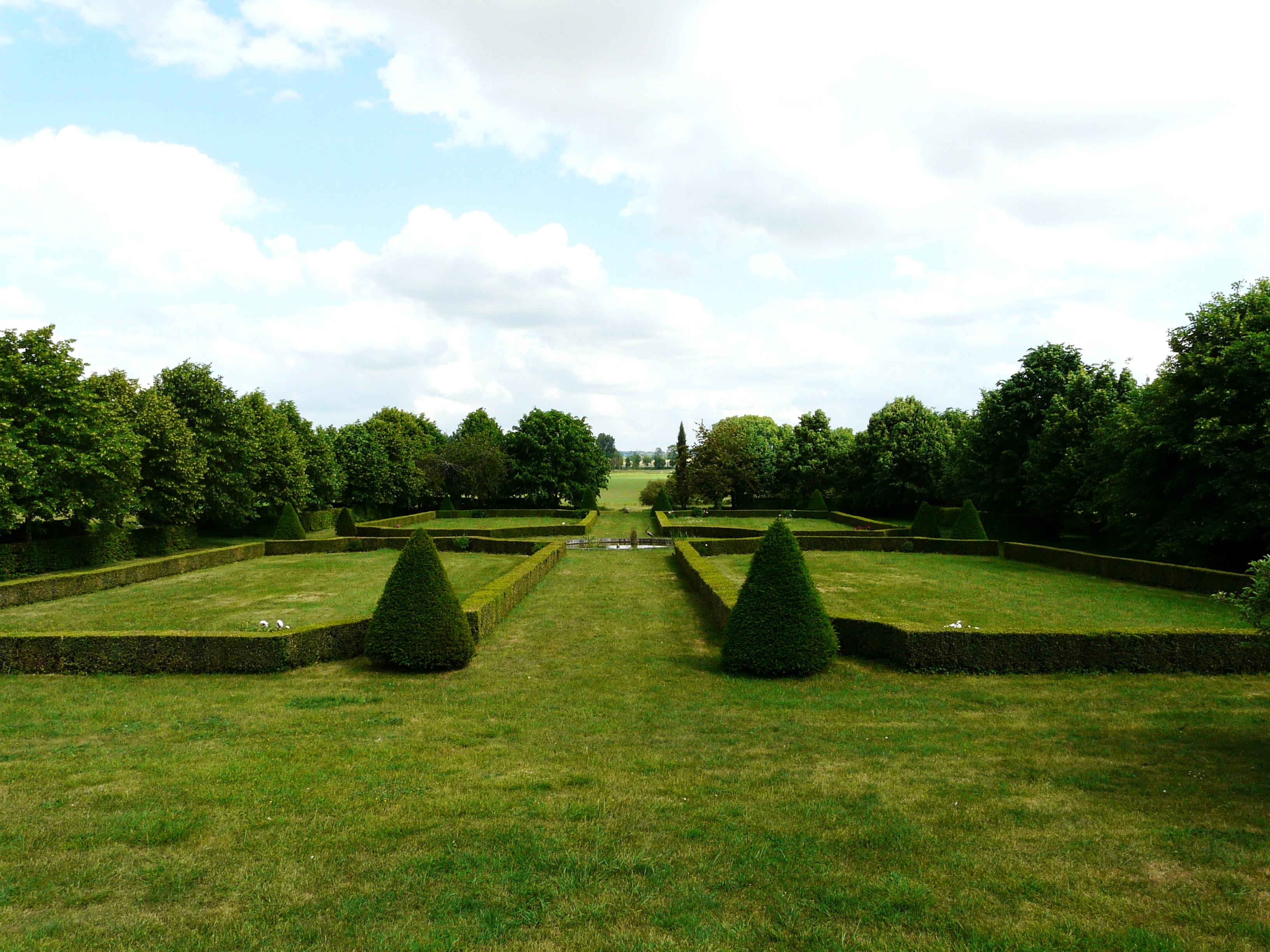
Le jardin à la française
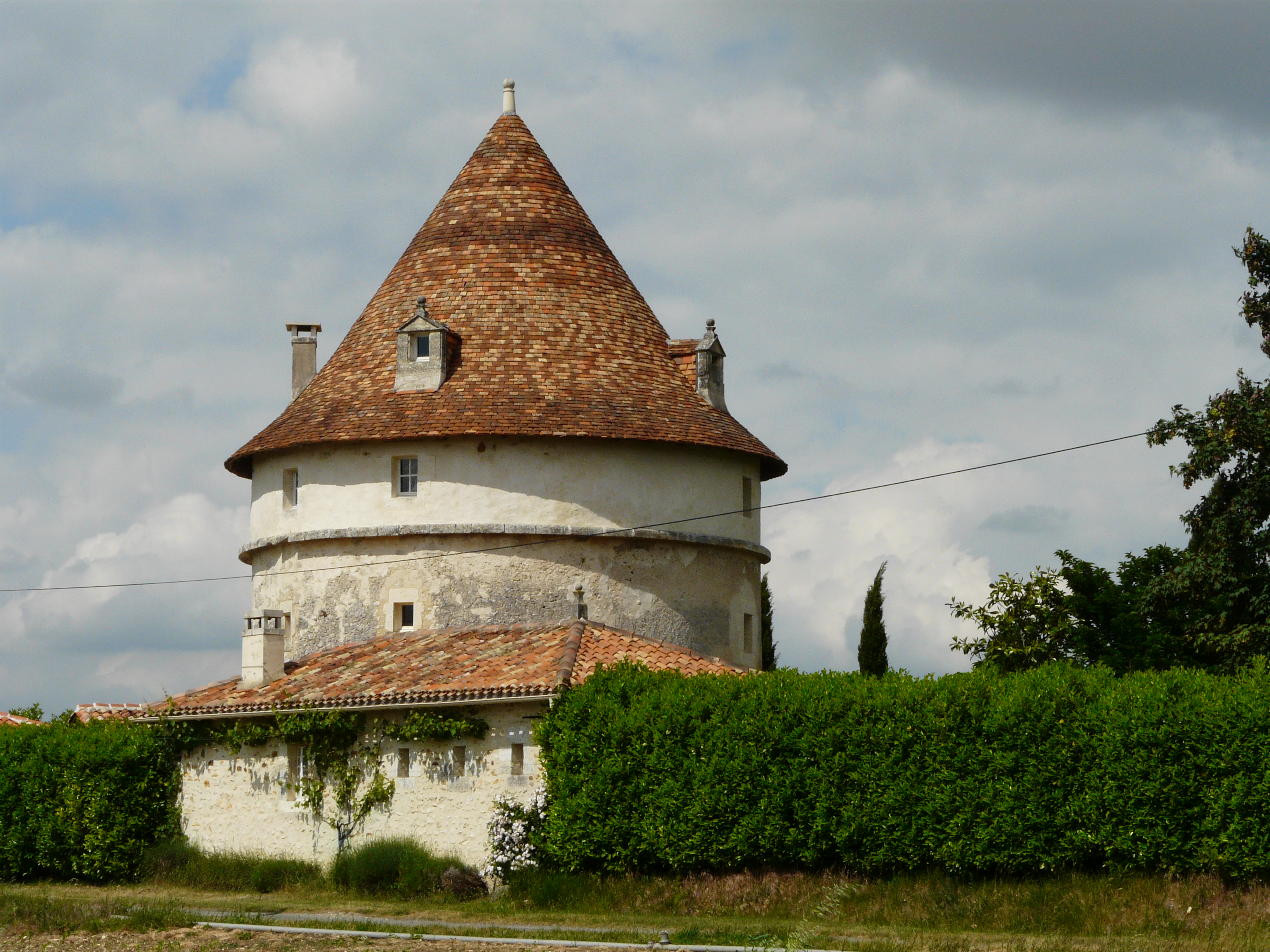
Le pigeonnier